# 220346 Nedabehrooz
220346 Nedabehrooz è un asteroide della fascia principale. Scoperto nel 2003, presenta un'orbita caratterizzata da un semiasse maggiore pari a 2,754111 UA e da un'eccentricità di 0,070285, inclinata di 5,463682° rispetto all'eclittica.
Neda Behrooz è un ingegnere americano che ha lavorato al sistema di autonomia di New Horizons della NASA durante le operazioni che hanno consentito il successo del ritorno scientifico dalla missione.